# Бергман, Либориус фон
Либо́риус фон Бе́ргман (нем. Liborius von Bergmann; 3 (14) сентября 1754, Нейермюлен, Лифляндская губерния, Российская империя — 14 (26) июля 1823, Рига, Российская империя) — немецкий лютеранский богослов, пастор и благотворитель Российской империи из балтийских немцев; доктор философии.

## Биография
Либориус Бергман родился 3 сентября 1754 года в Нейермюлене (ныне Адажи), близ Риги в семье рижского купца Бальтазара фон Бергмана и его жены Анны Элизабет. Его братьями были Бальтазар (1736—1789), Амвросий (1740—1784) и Густав (1749—1823). Первоначальное образование получил в Рижском училище, потом в Рижском лицее, а в 1774 году поступил в Лейпцигский университет, где изучал богословие. 
По окончании университетского курса в 1778 году, Либориус Бергман в течение года путешествовал по Германии, Швейцарии, Англии и Франции, где познакомился с Лессингом, Клопштоком, Гершелем, Лафатером и Кантом. 
В 1779 году, по возвращении на родину, Либориус Бергман поступил учителем в дом барона Будберга; в следующем году, 21 июля, назначен диаконом, в 1781 году — архидиаконом, в 1800 году — пастором и асессором консистории, и в том же году — обер-пастором Церкви Святого Петра в Риге и старшиной рижского городского духовного правления. 
Не ограничиваясь основной деятельностью, Бергман принимал участие во всех благотворительных и общеполезных предприятиях, состоял членом местных ученых и благотворительных обществ и содействовал учреждению некоторых из них. 
В 1794 году Л. Бергман основал Николаевский дом трудолюбия, в котором до 1800 года был старшиной; в 1803 году учредил словесно-практическое общество граждан в Риге и в течение нескольких лет был его директором; в 1816 году им образован Лифляндский музей искусств. 
В продолжение своей долговременной деятельности он оказал немало услуг, как по званию церковного учителя — устными наставлениями и многочисленными богословскими сочинениями, так и основательными исследованиями по истории Лифляндии. Лейпцигский университет почтил Бергмана, в день 25-летнего юбилея его службы, дипломом на звание доктора философии. 
В 1787 году Либориус Бергман был возведён в дворянское достоинство Римской империи.
Либориус фон Бергман скончался 14 июля 1823 года в городе Риге.
Перечень многочисленных сочинений Бергмана приведён у Напирского. 